# Melquíades Álvarez
Melquíades Javier Álvarez Caraballo (ur. 10 sierpnia 1988 w Sewilli) – hiszpański pływak, specjalizujący się głównie w stylu klasycznym.
Wicemistrz Europy na krótkim basenie z Eindhoven na 200 m stylem klasycznym.
Uczestnik Igrzysk Olimpijskich z Pekinu (37. miejsce na 100 i 27. miejsce na 200 m stylem klasycznym).